# Richie Rich's Christmas Wish
Richie Rich's Christmas Wish (bra: O Natal do Riquinho ou As Novas Aventuras de Riquinho; prt: Riquinho e o Desejo de Natal) é um filme estadunidense baseado nas histórias em quadrinhos de mesmo nome da Harvey Comics, sequência do filme Richie Rich. Foi lançado diretamente em vídeo.
A história do filme é semelhante ao filme It's a Wonderful Life.

## Sinopse
É Natal e Riquinho Rico (David Gallagher) destrói o trenó das outras crianças por acidente. Ele então pede ao Prof. Quimbinha (Eugene Levy) para que crie um invento que faça com que ele nunca tivesse existido. Depois disso, nenhuma criança o reconhece mais.

## Elenco
- David Gallagher — Riquinho Rico
- Martin Mull — Ricardo Rico
- Lesley Ann Warren — Regina Rico
- Jake Richardson — Reggie Van Dough
- Eugene Levy — Professor Quimbinha
- Keene Curtis — Cadbury
- Don McLeod — Irona
- Michelle Trachtenberg — Gloria
- Richard Fancy — Mr. Van Dough
- Marla Maples — Mrs. Van Dough
- Blake Jeremy Collins — Freckles
- Austin Stout — Pee Wee